# Associazione Calcio Rovigo 1942-1943
Questa pagina raccoglie le informazioni riguardanti l'Associazione Calcio Rovigo nelle competizioni ufficiali della stagione 1942-1943.

## Stagione
Nonostante l'imperversare della guerra il calcio non si ferma neanche in provincia, l'appuntamento domenicale con la partita è una delle poche occasioni per distrarsi dagli stenti della vita quotidiana.
Nella stagione 1942-1943 il Rovigo ha disputato il girone B della Serie C e con 14 punti in classifica ha ottenuto il nono posto a pari merito con il Mestre.

## Rosa
| N. |                   | Ruolo | Calciatore        |
| -- | ----------------- | ----- | ----------------- |
|    | Italia (bandiera) | D     | Ennio Alberghini  |
|    | Italia (bandiera) | C     | Innocente Amadori |
|    | Italia (bandiera) | D     | Silvio Arrighini  |
|    | Italia (bandiera) | A     | Giuseppe Brunello |
|    | Italia (bandiera) | A     | Romolo Camuffo    |
|    | Italia (bandiera) | C     | Rino De Togni     |
|    | Italia (bandiera) | D     | Antonio Fenati    |
|    | Italia (bandiera) | A     | Dino Ferrari      |
|    | Italia (bandiera) | C     | Antonio Franco    |
|    | Italia (bandiera) | A     | Eusebio Gregnanin |

| N. |                   | Ruolo | Calciatore           |
| -- | ----------------- | ----- | -------------------- |
|    | Italia (bandiera) | A     | Oreste Isoardi       |
|    | Italia (bandiera) | C     | Galliano Menin       |
|    | Italia (bandiera) | A     | Prosdocimo Paparella |
|    | Italia (bandiera) | D     | Leonardo Pelà        |
|    | Italia (bandiera) | C     | Ubaldo Ravenna       |
|    | Italia (bandiera) | A     | Plinio Rossolato     |
|    | Italia (bandiera) | D     | Ulrico Sani          |
|    | Italia (bandiera) | P     | L. Sassomandi        |
|    | Italia (bandiera) | A     | A. Suriani           |
|    | Italia (bandiera) | P     | Italo Vania          |